# Entomologist’s Monthly Magazine
Entomologist’s Monthly Magazine — старейший британский научный журнал, посвящённый проблемам энтомологии и всестороннему исследованию насекомых. В журнале печатаются статьи по всем отрядам насекомых, а также по некоторым группам других наземных членистоногих. Основан в 1864 году.

## История
Журнал основан в 1864 году. Многие старые номера за 1891—1922 годы находятся в свободном доступе в интернете на сайте www.biodiversitylibrary.org.  Несмотря на своё название, журнал с 2007 года и в настоящее время печатается 4 раза в год издательством Pemberley Books.

## ISSN
- ISSN 0013-8908